# 南海区西樵高级中学
22°57′35″N 112°59′15″E / 22.959707°N 112.987429°E
南海区西樵高级中学是中国广东省佛山市南海区的一所重点中学，是广东省一级学校。

## 概述
南海区西樵高级中学最早是源于1930年的西樵中学。1949年，西樵中学、元甲中学、经纬中学联合，命名为联合中学，即佛山三中的前身。1957年，又以罗行小学初中班作为复校内容，在西樵官山故址复办，到1968年又在文革中停办。与此同时期，华侨中学也宣布改为红卫中学，并把西樵中学的台凳、图书、仪器等设备，先后分配到红卫中学、丹灶中学、民乐中学、太平小学等学校。老师也被分配到红卫中学、太平小学、丹灶中学、华星小学、崇北小学等学校。直到1974年，又把红卫中学改为西樵中学。1985年，原有西樵中学的六个高中班学生全部迁往官山海口新创办的南海中学，留下初中部十二个班，并于暑假招收了四个职业高中班，1994年开始招收中专班和普通高中班，成为初高中并存的完全中学。2004年西樵镇政府斥巨资在崇南碧霞路现址建新校区，成立独立高中，改名南海中学西樵分校；2008年8月，学校由镇属高中升格为区直高中，由西樵镇教育局直接管辖；2009年9月更名为南海区西樵高级中学。